# Gerhard Degner
Gerhard Degner (geboren am 22. Januar 1960) ist ein deutscher Jurist. Er war von 2013 bis 2018 Polizeipräsident der Polizeidirektion Sachsen-Anhalt Ost in Dessau-Roßlau.

## Leben
Degner, ausgebildeter Jurist, trat am 1. November 1991 in den Landesdienst von Sachsen-Anhalt ein. Von 1991 bis 1996 arbeitete er als Dezernent in der damaligen Bezirksregierung bzw. dem Regierungspräsidium Halle (Saale) und war anschließend Leiter der Abteilung Verwaltung in der Polizeidirektion Halle sowie in der Polizeidirektion Magdeburg. Im Jahr 2007 wurde er zum Leiter des Aufbaustabes der Verwaltung der zukünftigen Polizeidirektion Sachsen-Anhalt Süd berufen. 
Von 2008 bis 2011 fungierte er in der Polizeidirektion Sachsen-Anhalt Ost als Leiter der Abteilung Verwaltung. Dann ging er für fünf Monate in der gleichen Position an die Polizeidirektion Sachsen-Anhalt Süd und war anschließend bis Dezember 2013 als Leiter der Abteilung Verwaltung an die Polizeidirektion Sachsen-Anhalt Nord abgeordnet. 
Am 16. Dezember 2013 teilte das Innenministerium seinen sofortigen Einsatz als neuer Präsident der Polizeidirektion Sachsen-Anhalt Ost mit. Er löste Michael Schulze ab.
Am 1. Juli 2018 wechselte er nach Magdeburg in den Aufbaustab für die neue Polizeiinspektion Zentrale Dienste. Am 5. September 2018 ging er als stellvertretender Direktor ins Landesschulamt nach Halle. Seit Dezember 2020 ist Gerhard Degner der Direktor des Landesschulamt Sachsen-Anhalt.